# USS LST-342
O USS LST-342 foi um navio de guerra norte-americano da classe LST que operou durante a Segunda Guerra Mundial.